# Szymonki
Szymonki (prononciation : [ʂɨˈmɔnki]) est un village polonais de la gmina de Jutrosin dans le powiat de Rawicz de la voïvodie de Grande-Pologne dans le centre-ouest de la Pologne.
Il se situe à environ 2 kilomètres au sud de Jutrosin (siège de la gmina), à 22 kilomètres à l'est de Rawicz (siège du powiat) et à 87 kilomètres au sud de Poznań (capitale régionale).
Le village possédait une population de 109 habitants en 2014.

## Histoire
De 1975 à 1998, le village faisait partie du territoire de la voïvodie de Leszno.

Depuis 1999, Szymonki est situé dans la voïvodie de Grande-Pologne.